# Guide, Hainan
Guide, tidigare stavat Kweiteh, är ett härad i den autonoma prefekturen Hainan i Qinghai-provinsen i västra Kina.